# La Rivière-Enverse
La Rivière-Enverse é uma comuna francesa na região administrativa de Auvérnia-Ródano-Alpes, no departamento da Alta Saboia. Estende-se por uma área de 7.98 km². Em 2010 a comuna tinha 474 habitantes (densidade: 59,4 hab./km²).